# Sagaing (ciudad)
Sagaing (pronunciado /zəɡáɪɰ̃ mjo̰/) o Kadu es la ciudad más importante y la capital de la División de Sagaing, en Birmania. Se encuentra a orillas del río Ayeyarwady, 20 km al suroeste de Mandalay en la orilla opuesta del río. Tiene una población aproximada de 300.000 habitantes.
Sagaing es un centro religioso y monástico, con numerosos monasterios budistas. Durante 6 años (1760-1764) fue capital real de Birmania.
En Mingun se encuentra la campana no rota (entera) más grande del mundo, siendo una de las atracciones turísticas de dicha ciudad.

## División de Sagaing o Kadu
La división de Sagaing o Kadu es una división de Birmania, situada en el noroeste del país. Limita con dos estados de la India: Nagaland y Manipur por el norte; los estados de Kachin, Shan y la división de Mandalay por el este; las divisiones de Mandalay y Magway por el sur, y el estado de Chin y la India por el oeste. El área de la división es de 93.527 km² y su población (1996) sobrepasa los 5.300.000 habitantes. La capital es la ciudad homónima de Sagaing. 
La división de Sagaing se compone de 8 distritos; Sagaing, Shwebo, Monywa, Katha, Kale, Tamu, Mawlaik and Hkamti. Las ciudades más importantes son Sagaing, Mingun, Pyin U Lwin (Maymyo), Monywa, Shwebo y Mogok.

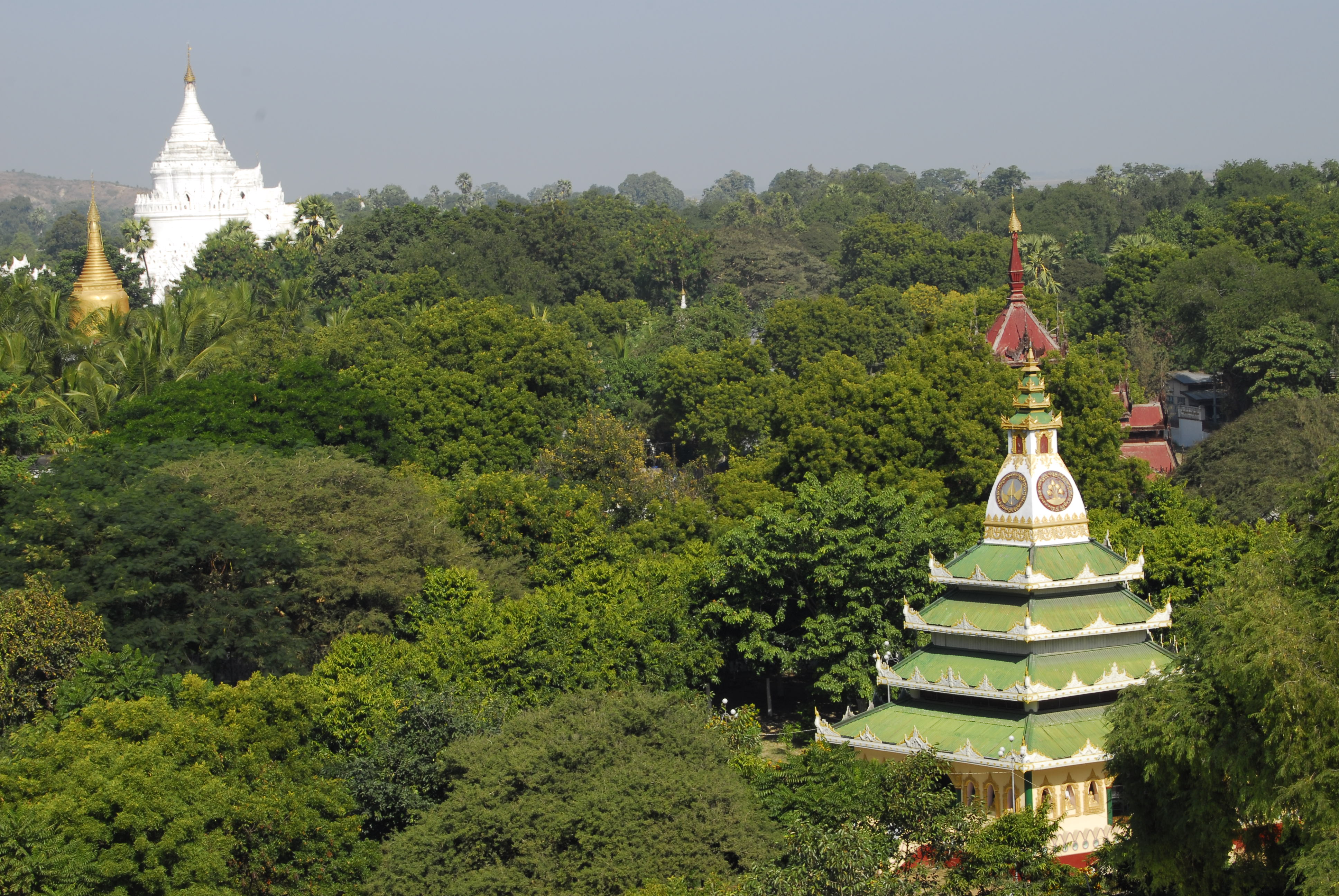
Añadir una leyenda aquí

## Demografía
Los bamar son el grupo étnico mayoritario en las regiones secas y a lo largo de la línea del ferrocarril Mandalay-Myitkyina. Los shan viven en la parte alta del valle del río Chindwin. Una notable minoría naga habita el norte de las cordilleras del noroeste, y los chin el sur. Entre los grupos étnicos menores destacan los Kadu y los Ganang, que viven en el valle del alto Mu y el valle del río Meza.

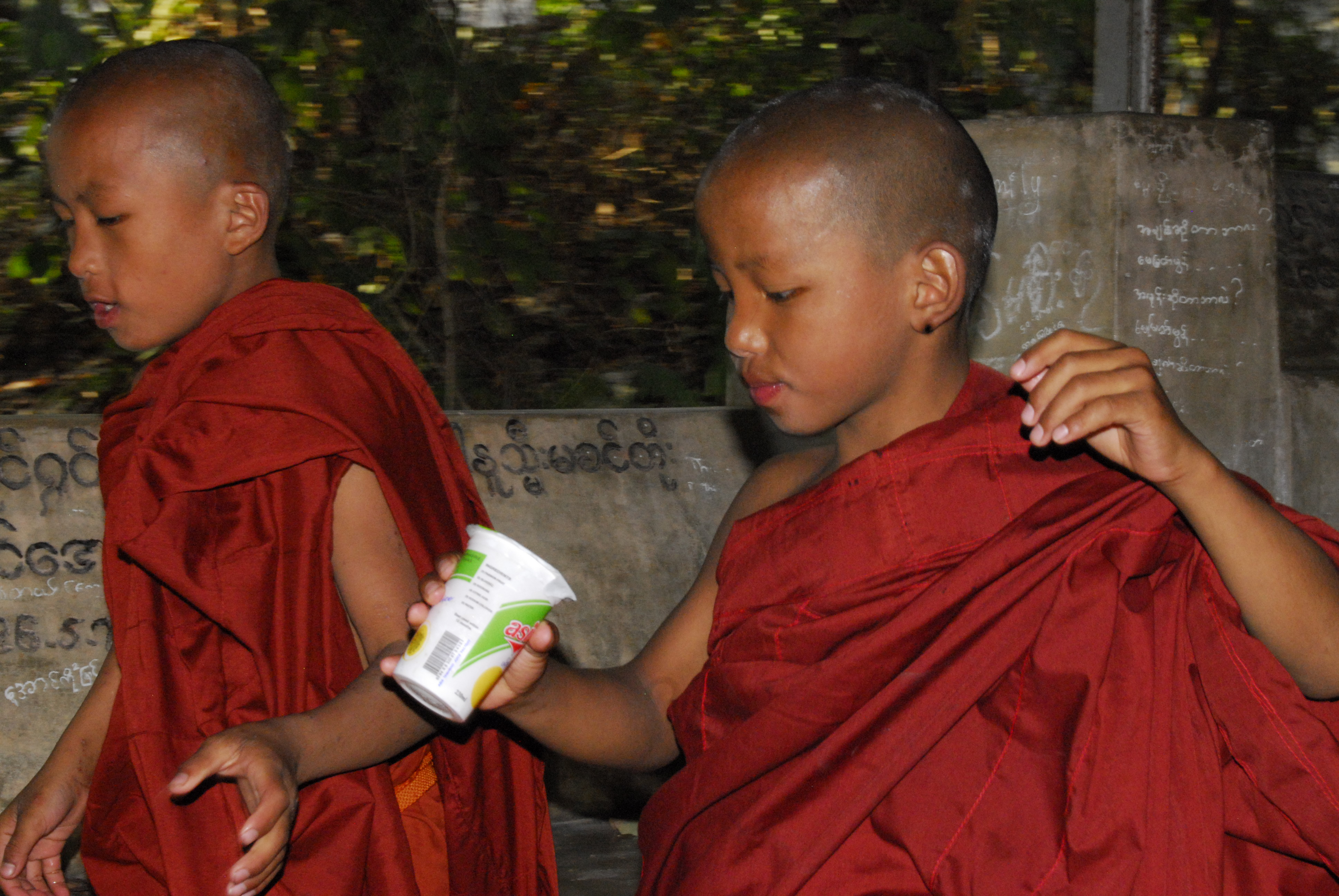
Añadir una leyenda aquí

## Historia
Sagaing fue la capital de un reino Shan independiente en 1315, después de que la caída de Bagan creara un vacío de poder en el centro de Birmania. En 1364, el nieto del fundador trasladó la capital a Ava.

## Galería de imágenes

Sagaing
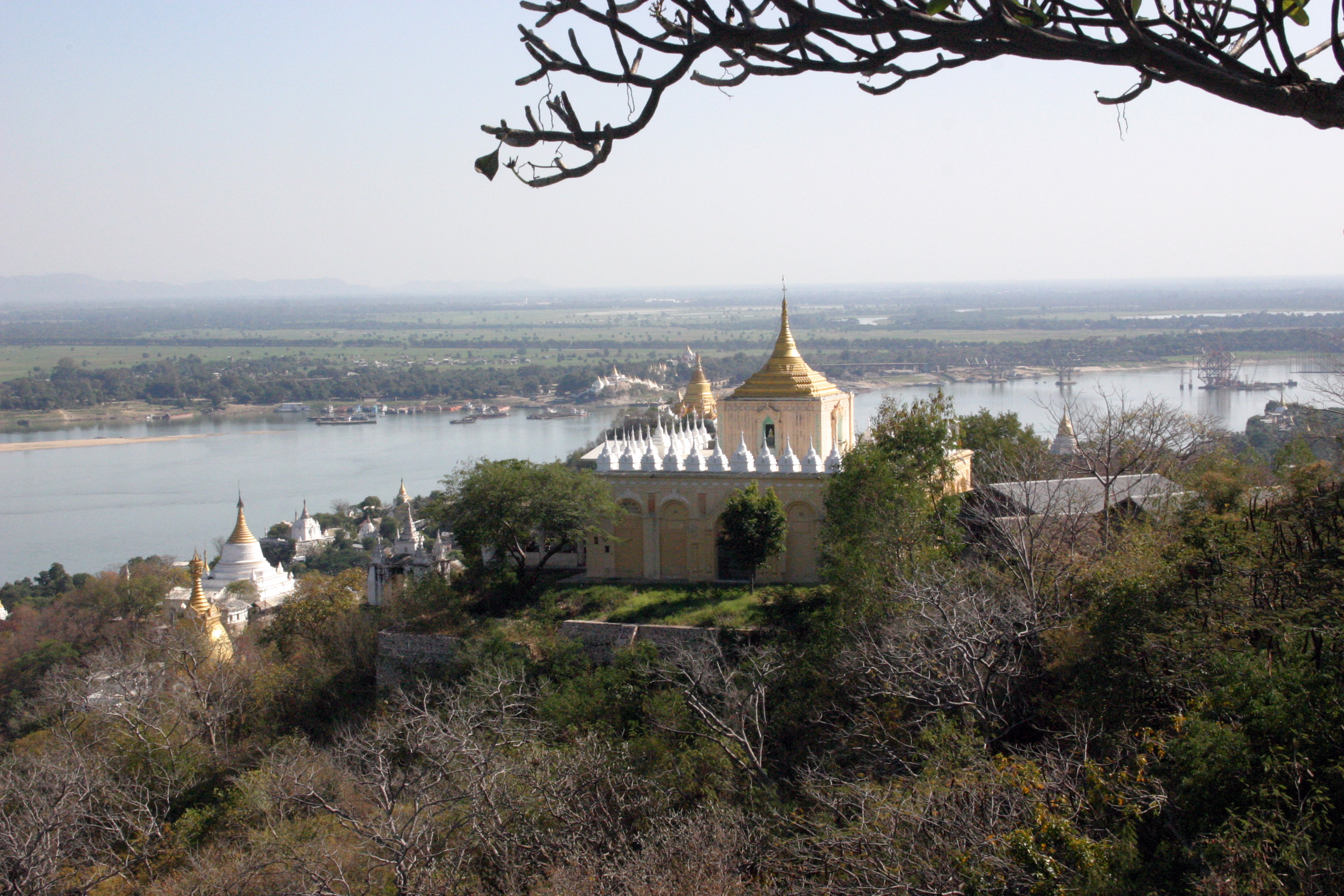
Vista desde la colina de Sagaing
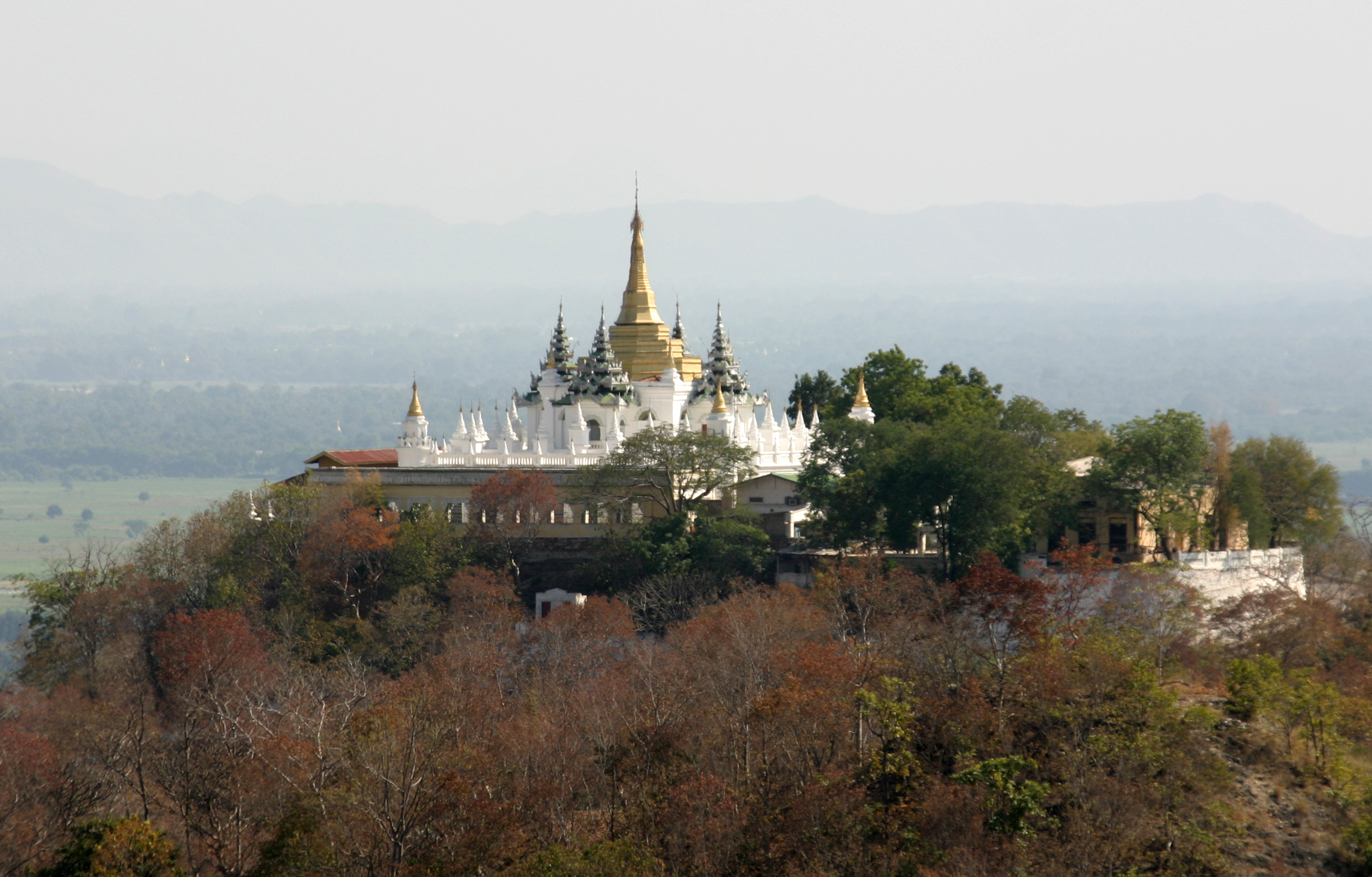
Vista desde la colina de Sagaing
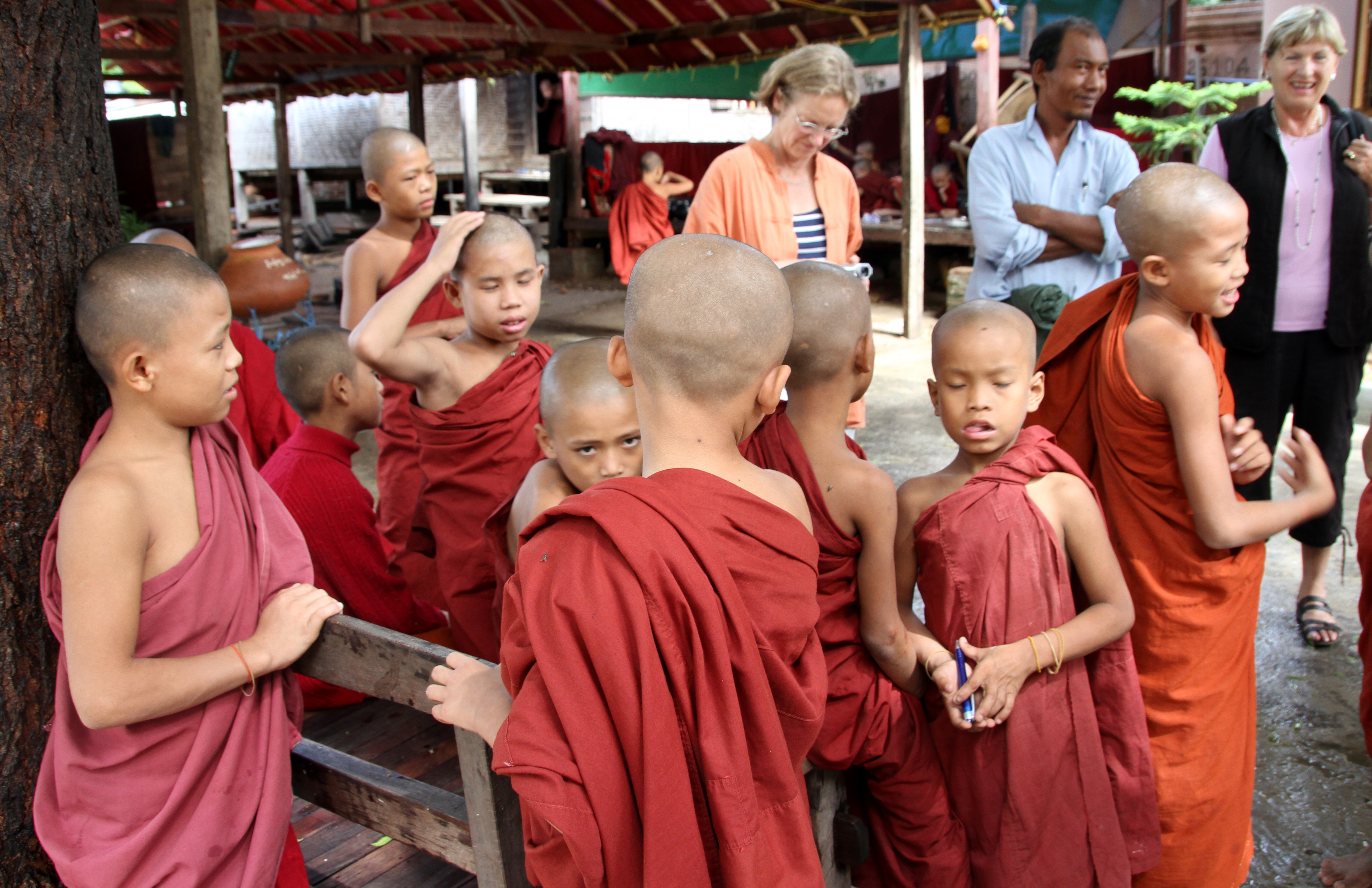
Aung Myae Oo
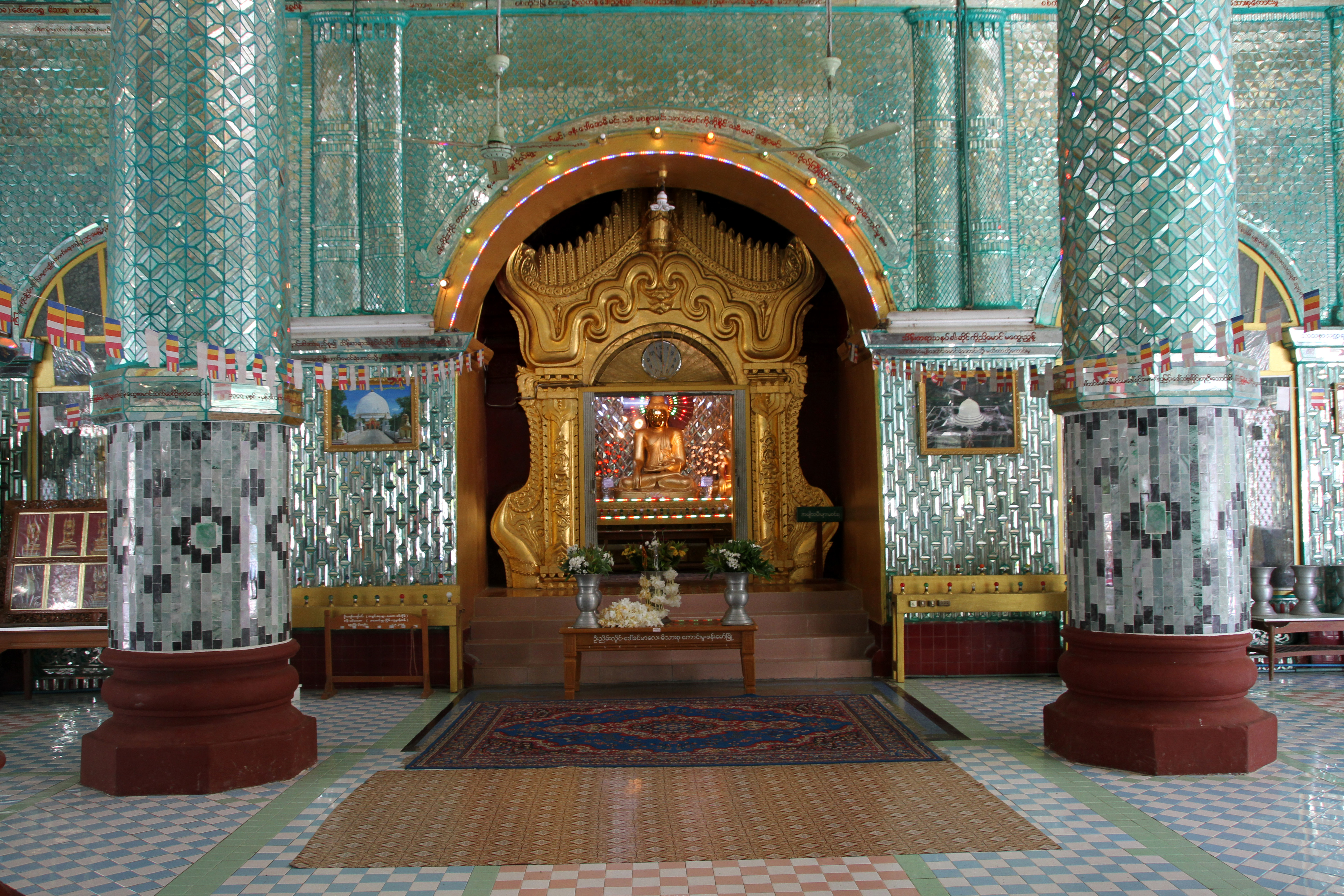
Kaung Hmu Daw
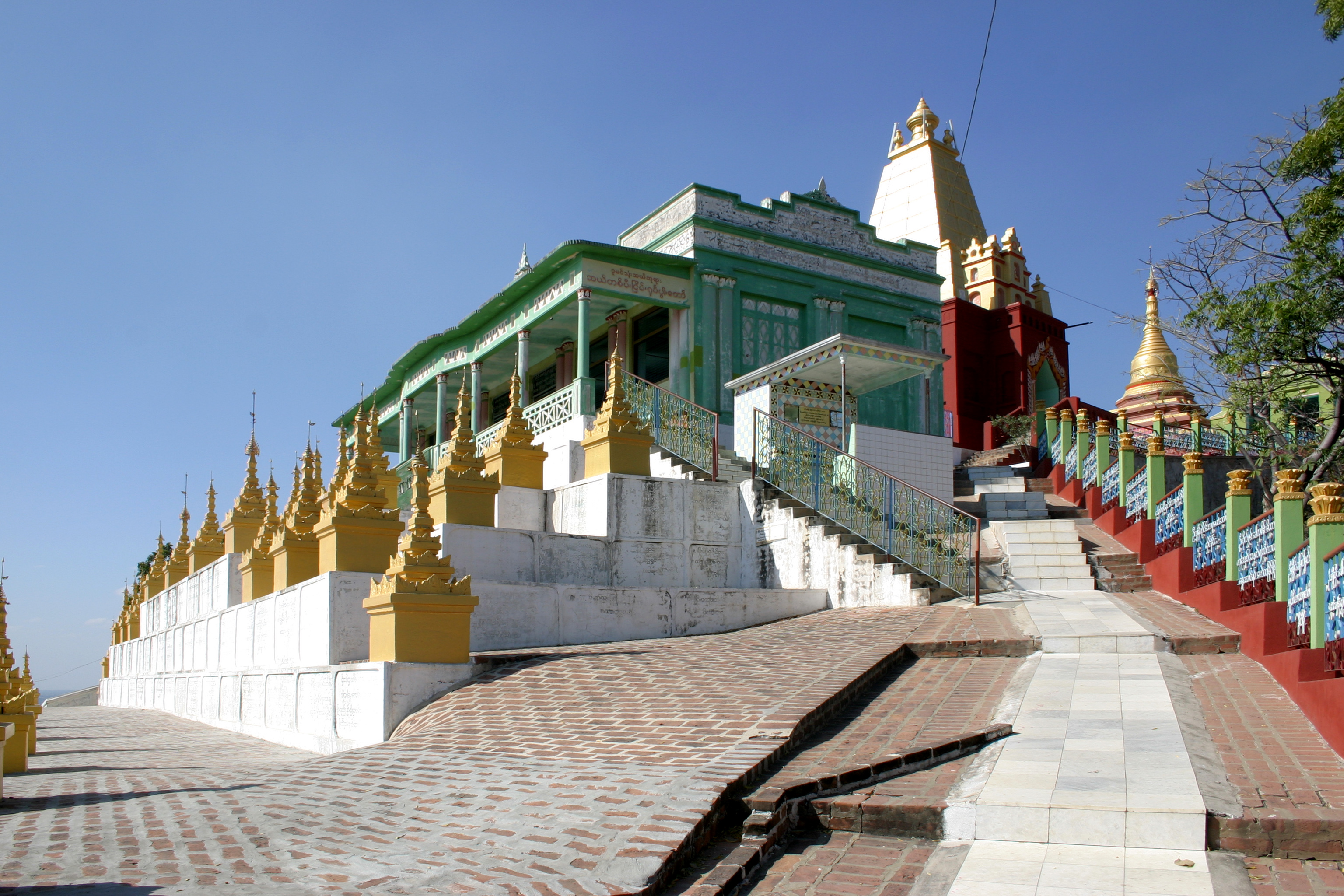
Sun U Ponnya Shin
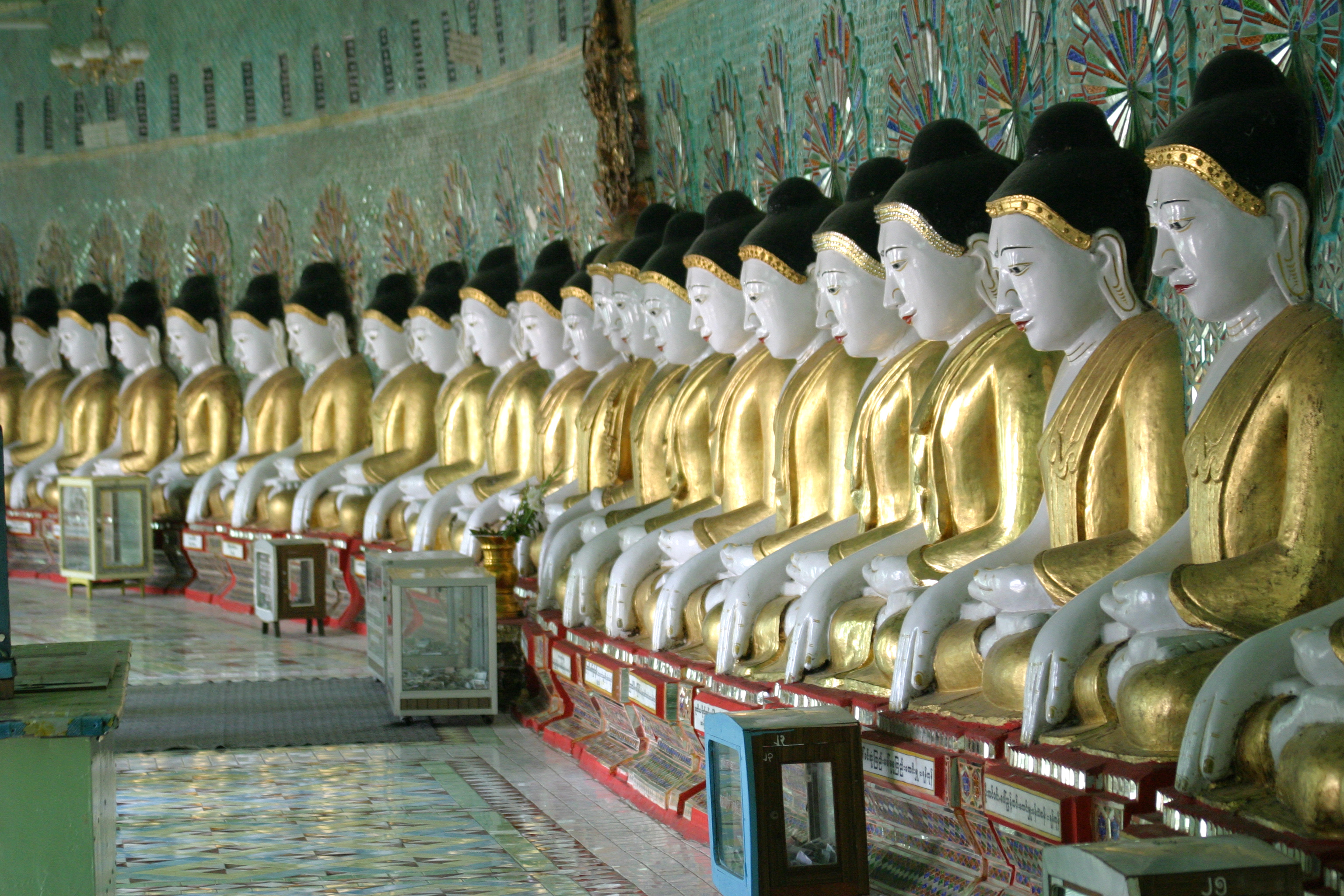
U Min Thonze
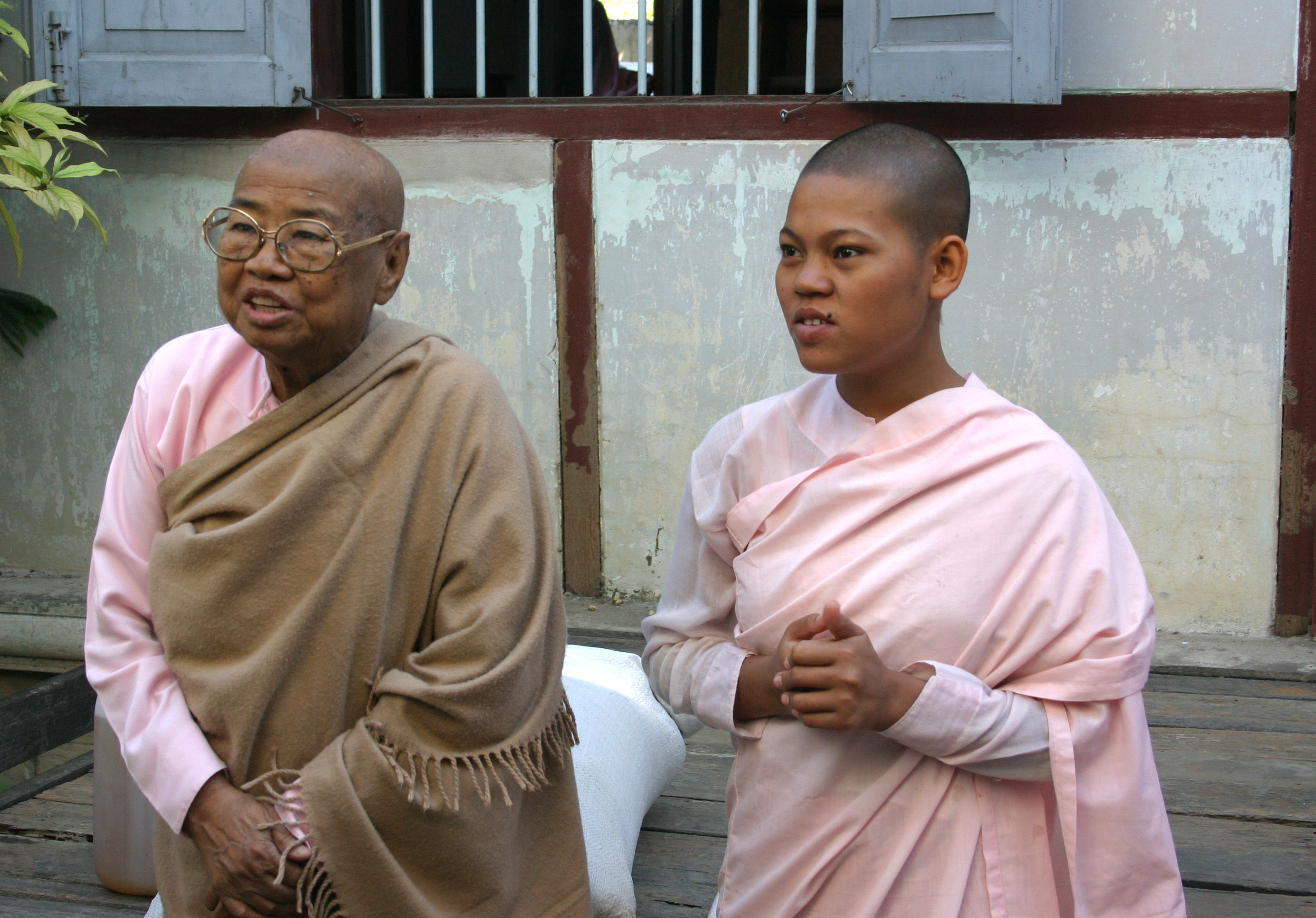
Convento de monjas Zhaya Theingyi
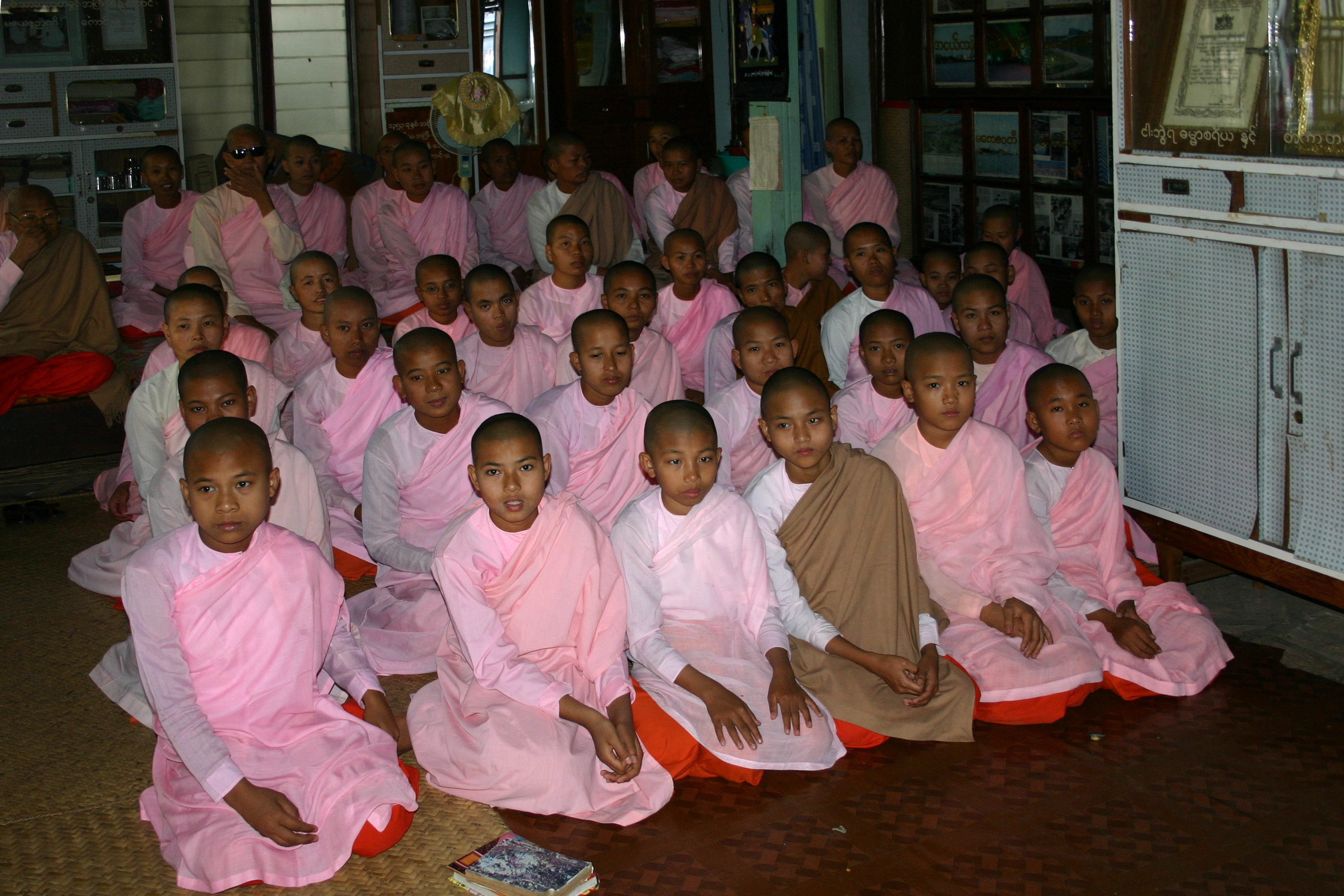
Convento de monjas Zhaya Theingyi
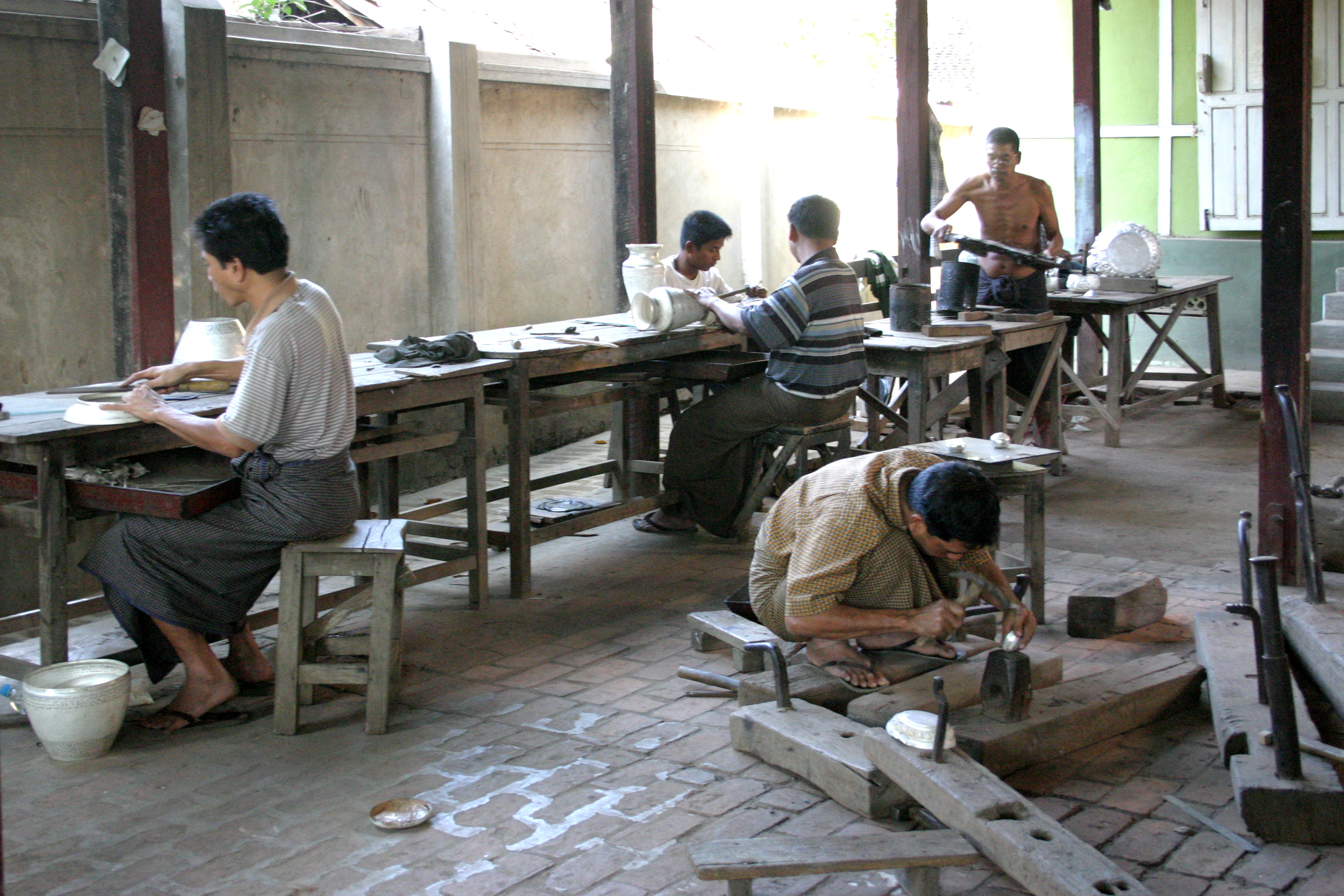
Platería
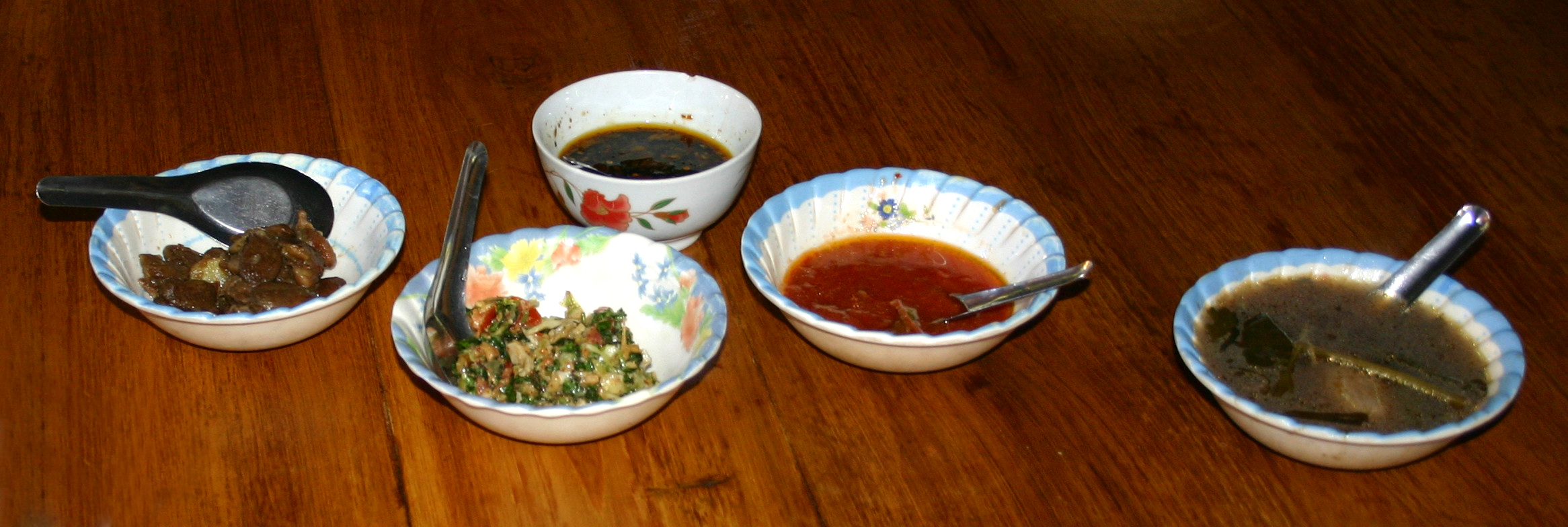
Comida típica